# Шафранівка
Шафрані́вка —  село в Україні, у Шишацькій селищній громаді Миргородського району Полтавської області. Населення становить 253 осіб. До 2015 орган місцевого самоврядування — Гоголівська сільська рада.

## Географія
Село Шафранівка знаходиться на лівому березі річки Грузька Говтва, вище за течією на відстані 1 км розташоване село Маликівщина, нижче за течією на відстані 3 км розташоване село Молодиківщина (Полтавський район), на протилежному березі - село Науменки.

## Історія
12 червня 2020 року, відповідно до розпорядження Кабінету Міністрів України № 721-р «Про визначення адміністративних центрів та затвердження територій територіальних громад Полтавської області», село увійшло до складу Шишацької селищної громади.
19 липня 2020 року, в результаті адміністративно - територіальної реформи та ліквідації Шишацького району, село увійшло до складу новоутвореного Миргородського району Полтавської області.